# Fritz Fuchs
Fritz Fuchs (ur. 18 października 1943 w Kaiserslautern) – niemiecki piłkarz, a także trener.
Jego brat Werner Fuchs oraz syn Uwe Fuchs, również byli piłkarzami i trenerami.

## Kariera piłkarska
Fuchs zawodową karierę rozpoczynał w 1963 roku w zespole SV Alsenborn, grającym w 2. Amateurlidze (grupa Westpfalz), stanowiącej czwarty poziom rozgrywek. W sezonie 1963/1964 awansował z nim do Amateurligi grupa Südwest), a w kolejnym do Regionalligi (grupa Südwest). W Alsenborn grał do końca sezonu 1968/1969.
W 1969 roku Fuchs przeszedł do 1. FC Kaiserslautern z Bundesligi. Zadebiutował w niej 16 sierpnia 1969 w przegranym 1:2 meczu z Hamburgerem SV, a 1 kwietnia 1970 w zremisowanym 1:1 spotkaniu z tym samym zespołem, strzelił swojego pierwszego gola w Bundeslidze. W sezonie 1971/1972 wraz z klubem dotarł do finału Pucharu Niemiec, w którym zespół Kaiserslautern został jednak pokonany przez FC Schalke 04. Zawodnikiem Kaiserslautern Fuchs był przez sześć sezonów.
W 1975 roku odszedł do Hassii Bingen z Amateurligi i w 1978 roku zakończył tam karierę.
W Bundeslidze Fuchs rozegrał 167 spotkań i zdobył 12 bramek.

## Kariera trenerska
W początkowych latach kariery trenerskiej Fuchs trzykrotnie prowadził Hassię Bingen, występującą w Amateurlidze. Oprócz tego trenował zespoły Oberligi – VfR Bürstadt oraz FSV Salmrohr, a w 1983 roku został szkoleniowcem klubu SC Freiburg z 2. Bundesligi. Prowadził go przez sezon 1983/1984, a potem trenował kluby Kickers Offenbach, SSV Ulm 1846 oraz FC 08 Homburg, także grające w 2. Bundeslidze. W sezonie 1985/1986 wraz z Homburgiem awansował do Bundesligi. Zadebiutował w niej 8 sierpnia 1986 w przegranym 0:2 meczu z Bayerem Uerdingen. Zespół Homburga poprowadził w trzech meczach Bundesligi, po czym przestał być trenerem klubu.
W kolejnych latach Fuchs był szkoleniowcem trzech drużyn 2. Bundesligi – Arminii Bielefeld, SC Freiburg oraz 1. FC Saarbrücken, dwóch zespołów Regionalligi – 1. FC Union Berlin oraz Rot-Weiss Essen, a także FK Pirmasens z Oberligi. Następnie ponownie pracował w 1. FC Saarbrücken, gdzie prowadził rezerwy, a także był tymczasowym trenerem pierwszej drużyny, grającej w 2. Bundeslidze. Oprócz tego trenował zespół 1. FC Saarbrücken U-19, a także był dyrektorem sportowym 1. FC Kaiserslautern oraz Eintrachtu Trewir.